# بسون (كورنوال)
بسون (بالإنجليزية: Bosoughan)‏ هي قرية تقع في المملكة المتحدة في كورنوال.